# Emmanuel Duah
Emmanuel Duah (ur. 14 listopada 1976 w Kumasi) – ghański piłkarz grający na pozycji skrzydłowego. W reprezentacji Ghany rozegrał 23 mecze i strzelił 3 gole.

## Kariera klubowa
Karierę piłkarską Duah rozpoczął w klubie Neoplan Stars. W 1992 roku zadebiutował w jego barwach w ghańskiej Premier League. W 1993 roku odszedł do włoskiego Torino FC, jednak nie przebił się do składu pierwszego zespołu i nie zaliczył debiutu w Serie A. Latem 1993 zawodnik wyjechał do Belgii i został zawodnikiem tamtejszego pierwszoligowca, Standardu Liège. W zespole Standardu rozegrał jeden ligowy mecz.
Latem 1994 roku Duah został zawodnikiem tureckiego klubu, Adana Demirspor. W 1995 roku spadł z nim z pierwszej do drugiej ligi i po spadku tego klubu odszedł do Eskişehirsporu. W 1996 roku także i z tym klubem zaliczył degradację o klasę niżej.
W 1996 roku Duah podpisał kontrakt z hiszpańskim klubem RCD Mallorca. Przez rok grał w niej w Segunda División, a w 1997 roku odszedł do portugalskiego drugoligowca, União Leiria. W 1998 roku awansował z nim z drugiej do pierwszej ligi. Po 5 latach gry w Leirii odszedł do Gil Vicente, w którym grał w latach 2002–2004. Jesienią 2004 występował w drugoligowym portugalskim AD Ovarense.
W 2005 roku Duah przeszedł do libańskiego Al-Nejmeh SC. W 2005 roku wywalczył z nim mistrzostwo Libanu i zdobył Puchar Elity. W latach 2006–2007 grał w izraelskim drugoligowym Hapoelu Akka, w którym zakończył karierę piłkarską.
| Sezon   | Klub            | Kraj       | Rozgrywki        | Mecze | Bramki |
| ------- | --------------- | ---------- | ---------------- | ----- | ------ |
| 1992/93 | Neoplan Stars   | Ghana      | Premier League   | ?     | ?      |
| 1992/93 | Torino Calcio   | Włochy     | Serie A          | 0     | 0      |
| 1993/94 | Standard Liège  | Belgia     | Eerste klasse    | 1     | 0      |
| 1994/95 | Adana Demirspor | Turcja     | Süper Lig        | 19    | 3      |
| 1995/96 | Eskişehirspor   | Turcja     | Süper Lig        | 18    | 0      |
| 1996/97 | RCD Mallorca    | Hiszpania  | Segunda División | 12    | 2      |
| 1997/98 | União Leiria    | Portugalia | Liga de Honra    | 18    | 10     |
| 1998/99 | União Leiria    | Portugalia | Primeira Liga    | 24    | 5      |
| 1999/00 | União Leiria    | Portugalia | Primeira Liga    | 34    | 7      |
| 2000/01 | União Leiria    | Portugalia | Primeira Liga    | 20    | 3      |
| 2001/02 | União Leiria    | Portugalia | Primeira Liga    | 10    | 3      |
| 2002/03 | Gil Vicente FC  | Portugalia | Primeira Liga    | 17    | 2      |
| 2003/04 | Gil Vicente FC  | Portugalia | Primeira Liga    | 11    | 1      |
| 2004/05 | AD Ovarense     | Portugalia | Liga de Honra    | ?     | ?      |
| 2004/05 | Nejmeh SC       | Liban      | I liga           | ?     | ?      |
| 2005/06 | Nejmeh SC       | Liban      | I liga           | ?     | ?      |
| 2006/07 | Hapoel Akka     | Izrael     | Liga Leumit      | 24    | 3      |

## Kariera reprezentacyjna
W reprezentacji Ghany Duah zadebiutował w 1994 roku. W 2002 roku został powołany do kadry Ghany na Puchar Narodów Afryki 2002. Na tym turnieju wystąpił w 4 meczach: z Marokiem (0:0), z Republiką Południowej Afryki (0:0), z Burkina Faso (2:1) i ćwierćfinale z Nigerią (0:1). W kadrze narodowej od 1994 do 2004 roku rozegrał 23 mecze i strzelił 3 gole.
Duah grał także w młodzieżowych reprezentacjach Ghany. W 1991 roku z reprezentacją U-17 wywalczył mistrzostwo świata podczas Mistrzostw Świata 1991. W 1993 roku wraz z kadrą U-20 wystąpił na mistrzostwach świata U-20, na których Ghana wywalczyła wicemistrzostwo globu. Natomiast w 1996 roku wystąpił na igrzyskach olimpijskich w Atlancie.